# Arremon semitorquatus
Arremon semitorquatus е вид птица от семейство Овесаркови (Emberizidae).

## Разпространение
Видът е разпространен в Бразилия.